# Адыгейский государственный университет

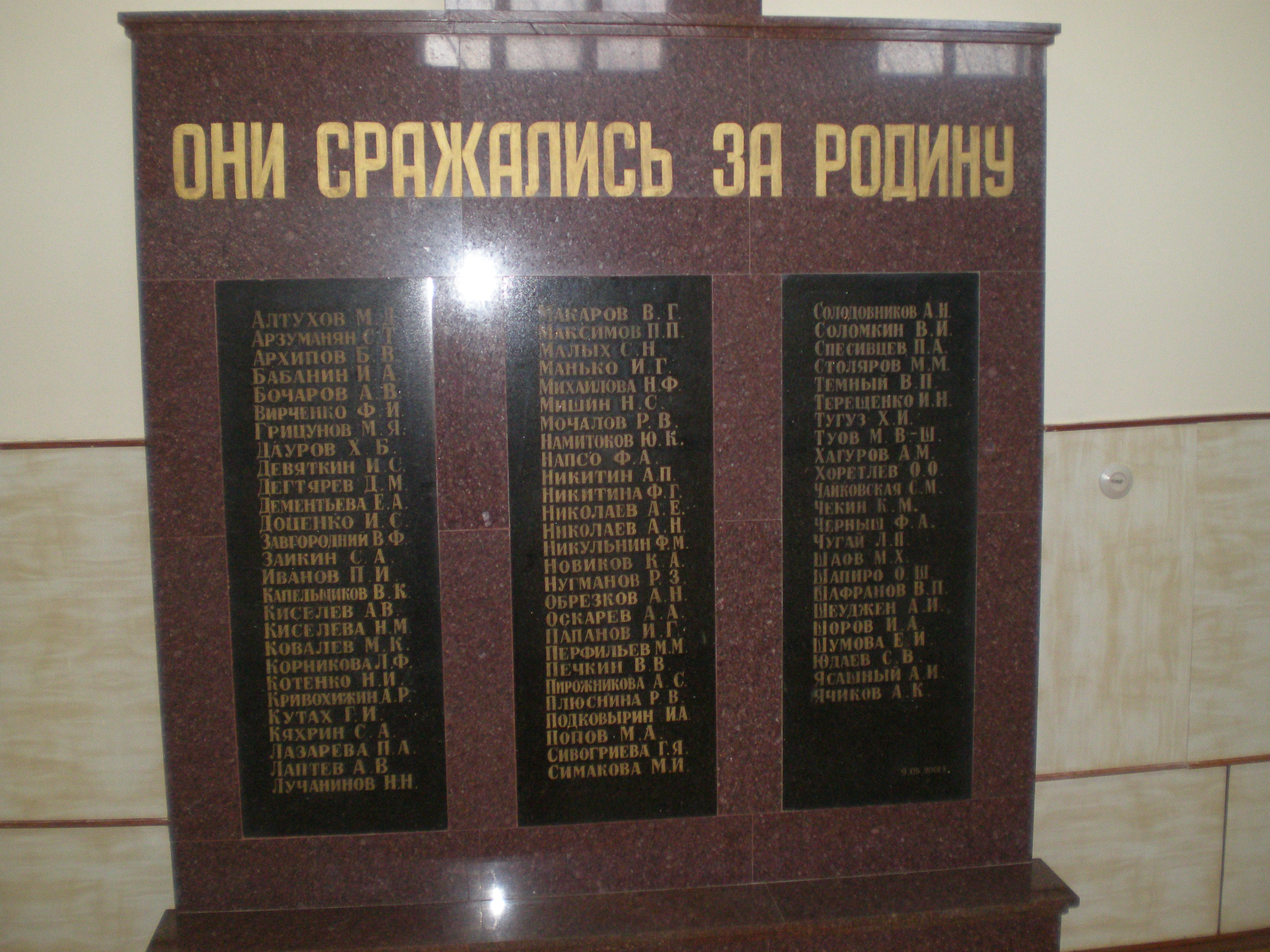
Они сражались за Родину! Мемориальная доска в университете. Майкоп 2014.

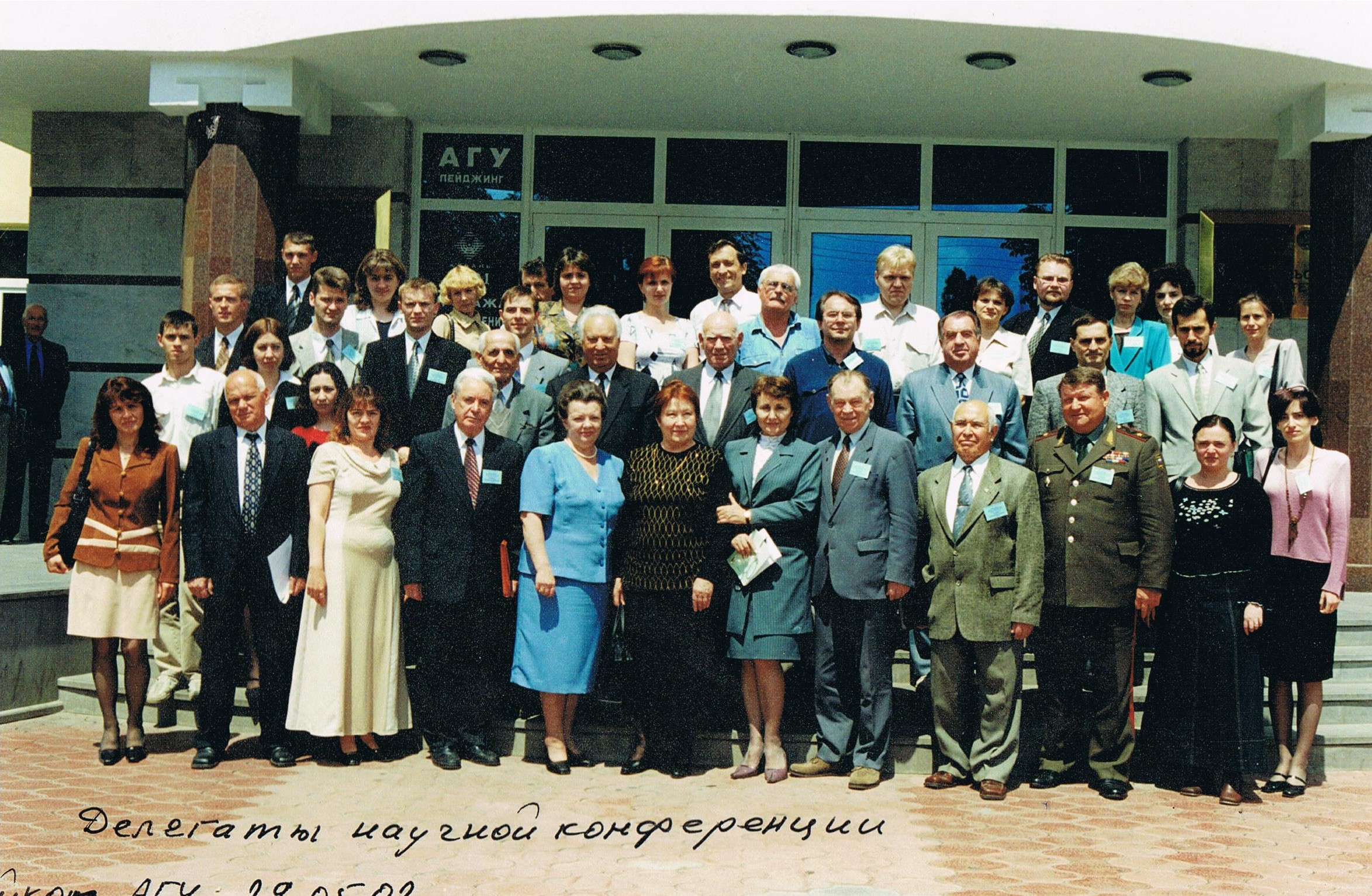
Академик Яновский Р. Г. и делегаты научной конференции в АГУ, Майкоп 28.5.2002. Слева от него адмирал Тхагапсов М. М. и генерал Дорофеев А. А.

Адыгейский государственный университет (адыг. Адыгэ къэралыгъо университет) — высшее учебное заведение в городе Майкопе, Республика Адыгея, Россия.

## История
Учительский институт в Майкопе был создан 22 июня 1940 года. В институте было одно отделение — русского языка и литературы. В 1941 году в институте открывается физико-математическое отделение с кафедрой математики и физики, 1943 году — историческое и заочное отделения, а в 1944 году — естественно-географическое.
В первом выпуске, который состоялся в 1942 году, было 50 выпускников, всего же за время Великой Отечественной войны институт выпустил 312 учителей.
В 1952 году распоряжением Совета Министров СССР Учительский институт преобразован в Майкопский государственный педагогический институт, а в 1956 году переименован в Адыгейский государственный педагогический институт.
В 1993 году указом президента России педагогический институт был преобразован в Адыгейский государственный университет.
В 2022 году АГУ начал участвовать в программе «Приоритет 2030», а в ноябре 2022 года подтвердил право на участие в базовой части программы.
За свою историю АГУ подготовил более 77 тысяч специалистов.

## Структура
В состав АГУ входят 5 научно-образовательных кластеров, 2 института, 12 факультетов, 53 кафедры и 1 Научно-исследовательский институт, а также Майкопский государственный гуманитарно-технический колледж, осуществляющий подготовку специалистов по программам среднего профессионального образования (программам подготовки специалистов среднего звена). Университет имеет филиал в городе Белореченске.

## Деятельность
По данным на конец 2022 года, в АГУ преподавательскую и научную деятельность осуществляют 364 научно-педагогических работника, из них 57 докторов наук и 238 кандидатов наук.
Адыгейский государственный университет осуществляет подготовку специалистов по образовательным программам среднего профессионального и высшего образования, дополнительного образования детей и взрослых и дополнительного профессионального образования в соответствии с лицензией на осуществление образовательной деятельности по образовательным 5 программам высшего образования (бакалавриат, специалитет, магистратура, программы подготовки научно-педагогических кадров в аспирантуре), среднего профессионального образования (программы подготовки специалистов среднего звена).
В 2022 году по всем формам и уровням образования в университете обучался 7081 студент.
Университет ведет образовательную деятельность по основным профессиональным образовательным программам по трем формам обучения (очная, очно-заочная и заочная): 54 программы бакалавриата, 27 программ магистратуры, 2 программы специалитета, 18 программ аспирантуры.

## Ректоры
- Ячиков, Александр Корохович
- Хутыз, Ким Кансаович
- Хунагов, Рашид Думаличевич (1996—2019)
- Мамий, Дауд Казбекович (с 2019 года)

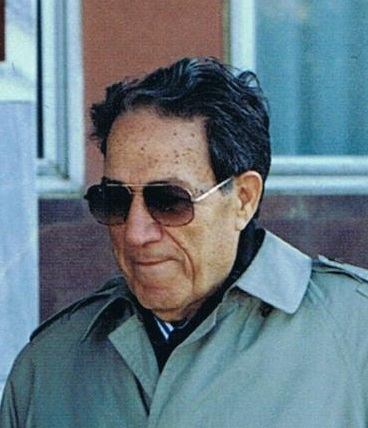
ректор Ячиков А. К. 1960—1970
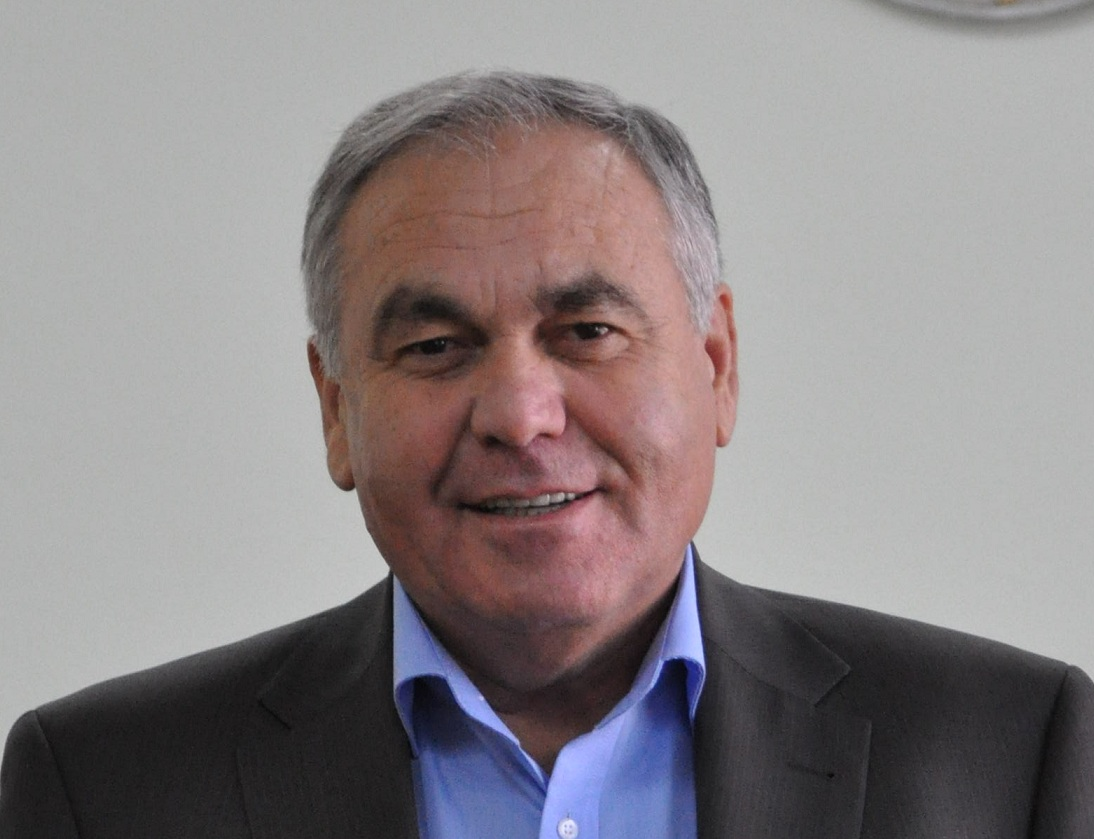
ректор Хунагов Р. Д. (1996—2019)

## Награды
Адыгейский государственный педагогический институт дважды (в 1970 и 1987 годах) был признан победителем социалистического соревновании среди пединститутов СССР, а в 1990 году — лучшим среди педвузов РСФСР.
В 2001 году АГУ был награждён медалью «Слава Адыгеи» за особые заслуги в подготовке квалифицированных специалистов и научных кадров, большой вклад в формирование интеллигенции и укрепление дружбы и сотрудничества между народами.

## Рейтинги
Занимает 7-е место в Локальном рейтинге вузов Южного федерального округа (2024 г.) по версии рейтингового агентства "РАЭКС Аналитика" . Также можно посмотреть всю историю участия вуза в рейтингах RAEX.